# NSSM 200
NSSM 200 (National Security Council Study Memorandum 200) je tajni  maltuzijanski dokument kojega je objavio Henry Kissinger za vrijeme naftne krize, 16. listopada 1975., koji potvrđuje potrebu za "američkom kontrolom nad pitanjima svjetske populacije".
NSSM 200 tvrdi da porast stanovništva u određenim zemljama u razvoju, koje osim toga imaju strateška bogatstva potrebna američkom gospodarstvu, predstavlja potencijalnu "prijetnju nacionalnoj sigurnosti" SAD-a. Ta studija upozorava da će te zemlje, koje imaju potrebne sirovine, pod pritiskom većeg broja stanovništva, početi zahtijevati bolje uvjete trgovine i veće cijene za izvoz svojih sirovina u Sjedinjene Države. U tom smislu NSSM 200 napravio ciljani popis od 13 zemalja, koje su izdvojene kao "strateški ciljevi" za američka nastojanja radi kontrole porasta stanovništva. S tom tajnom deklaracijom Vlada Sjedinjenih Država prihvatila je program ekonomske smrti, kao i gladi, bijedi i nepotrebnom umiranju zemalja u razvoju. Trinaest zemalja nabrojanih u tom dokumentu su bile: Brazil, Pakistan, Indija, Bangladeš, Egipat, Nigerija, Meksiko, Indonezija, Filipini, Tajland, Turska, Etiopija i Kolumbija.

## Vanjske poveznice
Cijeli dokument na engleskom